# Gai Sextili
Gai Sextili (en llatí Caius Sextilius) va ser un magistrat romà del segle iv aC. Formava part de la gens Sextília, una gens romana d'origen plebeu.
Era tribú amb potestat consolar l'any 379 aC, un any en què es va escollir un nombre igual de tribuns patricis i plebeus. En fa menció Titus Livi.